# Traité fiscal de Zaborda
Le traité fiscal de Zaborda est un extrait de manuel de fiscalité byzantine, intitulé « À propos du chôropakton et de tout ce que doit connaître avec précision celui qui fait la comptabilité ou procédure au recensement de terres », qui se présente comme une série de questions avec les réponses. L'éditeur original du texte, J. Karayannopoulos, le datait du XIe siècle, mais Nicolas Oikonomidès estime que la mention d'une institution analogue à la pronoia et des précisions sur la synètheia et l’élatikon invitent à la dater du XIIe siècle.